# Fritz Winkelmann
Fritz Winkelmann (* 21. Mai 1909 in Wittingen; † 22. Juli 1993 ebenda) war ein deutscher Politiker (DP). Er war von 1955 bis 1963 Abgeordneter im Landtag von Niedersachsen.
Winkelmann besuchte ab 1923 die Oberrealschule in Hannover. Danach absolvierte er ein Studium der Rechts- und Staatswissenschaften an den Universitäten München, Berlin und Göttingen. Ab August 1939 war er als Soldat im Zweiten Weltkrieg. Ende 1946 kehrte er aus der Kriegsgefangenschaft zurück. Ein Jahr später wurde er als Rechtsanwalt in Wittingen zugelassen. Ab 1948 war er Mitglied des Rates der Stadt Wittingen, zu deren Bürgermeister er 1952 gewählt wurde. Ab 1952 war er Kreistagsabgeordneter des Landkreises Gifhorn. Von 1955 bis 1963 war er Mitglied des Niedersächsischen Landtages in dessen dritter und vierter Wahlperiode.